# Maliattha bicolor
Maliattha bicolor är en fjärilsart som beskrevs av Pierre E.L. Viette 1982. Maliattha bicolor ingår i släktet Maliattha och familjen nattflyn. Inga underarter finns listade i Catalogue of Life.